# Iland (Willemstad)
Iland – osada (buurt) w dzielnicy Groot Kwartier, miasta Willemstad, w dystrykcie Willemstad, w kraju autonomicznym Curaçao, należącym do Holandii, w Ameryce Południowej. 20 października 2023 r. liczyła 112 mieszkańców. Pod względem powierzchni jest najmniejszą osadą w dzielnicy.